# Братолюбівська балка
Братолю́бівська ба́лка — загальнозоологічний заказник місцевого значення в Україні. Об'єкт розташований на території Долинського району Кіровоградської області, на захід від с. Братолюбівка. 
Площа 40,3 га. Статус присвоєно згідно з рішенням Кіровоградської обласної ради № 198 від 17.11.2000 року. Перебуває у віданні Долинська районна державна адміністрація, ДП «Долинський лісгосп» (Долинське лісництво, кв. 31-32). 
Статус присвоєно для збереження частини довгої неглибокої балки як місця мешкання рідкісних видів — сліпака подільського, просянки.